# Hertensteiner Kreuz

Hertensteiner Kreuz

Das „Hertensteiner Kreuz“ wurde vom 14. bis 24. September 1946 im schweizerischen Hertenstein von den föderalistischen Bewegungen als Flagge benutzt.
Das von der Basler Bildhauerin Hedwig Frei entworfene Symbol war das erste Zeichen, das bei der Gründung der Schweizer „Europa-Union“ im Jahre 1934 benutzt wurde. Es zeigt ein spiegelbildliches Doppel-E, das die Einigung Europas symbolisieren soll. 
Bei der Gründung der Union der Europäischen Föderalisten (UEF), wobei sich 31 Verbände der Europäischen Föderalisten aus 14 Ländern zu einem Dachverband zusammengeschlossen hatten, wurde das „Hertensteiner Kreuz“ als Zeichen benutzt. Mit der Verabschiedung des Hertensteiner Programms war der Beginn einer internationalen Vorbereitung der Europäischen Bewegung bewerkstelligt.